# Ignacio Gallego
Teodoro Ignacio Gallego Bezares (Siles, 1 de abril de 1914-Madrid, 23 de noviembre de 1990) fue un político español, de ideología comunista. Fue varias veces diputado en las Cortes.
Miembro destacado de las Juventudes Socialistas Unificadas y del Partido Comunista de España (PCE), tras el final de la Guerra civil se exilió en la Unión Soviética, país en el que residió durante muchos años. Durante su etapa en el exilio fue uno de los principales dirigentes del PCE. Regresaría a España tras la muerte de Franco. En la década de 1980 lideró una escisión en el seno del PCE, siendo fundador y líder del Partido Comunista de los Pueblos de España.

## Biografía

### Inicios y juventud
Nació en la localidad jiennense de Siles el 1 de abril de 1914. Era hijo de un alpargatero y empezó a trabajar con apenas siete años de edad, al quedar huérfano de padre. Apenas fue a la escuela; a los dieciséis años comenzó a trabajar como porquero. Ingresó en la banda de música de su pueblo, donde aprendió a leer, a escribir y algo de solfeo. Se trasladó a Jaén para trabajar como mecánico. Con posterioridad ganó una beca para estudiar en la Escuela Industrial. 
Miembro de las Juventudes Socialistas desde 1932, sería el secretario general de estas en la provincia de Jaén hasta 1936. Ese año las Juventudes Socialistas se unieron con las Juventudes Comunistas, dando lugar a las Juventudes Socialistas Unificadas (JSU). Gallego pasaría a encabezar la Federación Provincial de las JSU de Jaén.
Tras el estallido de la guerra civil española, Gallego se unió a las milicias populares, destacándose en la organización del batallón «Milicias de Jaén». Más adelante, llegaría a tomar parte en diversas acciones militares en el frente de Córdoba. Al igual que otros dirigentes de las JSU de procedencia socialista, como Santiago Carrillo, José Laín o Federico Melchor, Gallego ingresaría en el Partido Comunista de España (PCE) durante el transcurso de la batalla de Madrid. A partir de 1937 pasó a ser uno de los miembros de la Comisión Ejecutiva Nacional de las JSU, trabajando entre Jaén, Barcelona, Madrid y Valencia.

### Etapa en el exilio
La derrota republicana le obligó a abandonar España y marchar al exilio, al igual que otros muchos españoles. Logró llegar hasta Orán, en la Argelia francesa, aunque sería detenido y trasladado a un campo de concentración. Las autoridades de la Unión Soviética reclamaron a los franceses la salida de 104 españoles, entre los que se encontraban Gallego y otros comunistas relevantes. Se trasladaría a la URSS, donde fijó su residencia. Allí cursó estudios en la Escuela Política de Planérnaya, junto a otros españoles exiliados como Pelegrín Pérez, José Fusimaña o Víctor de Frutos. Posteriormente realizaría un curso superior en la Escuela Lenin de Moscú.
Antes del fin de la Segunda Guerra Mundial, Gallego, Dolores Ibárruri y otros dirigentes del PCE se trasladaron desde la URSS a Francia. En 1945 fue elegido miembro del Comité Ejecutivo de la Federación Mundial de la Juventud Democrática (FMJD). Tres años después ya era miembro del Comité Central del PCE. En 1950 el Ministerio del Interior francés declaró ilegal al PCE en Francia, procediendo a una redada contra los comunistas españoles exiliados en el país galo; Ignacio Gallego pasó a la clandestinidad en Francia, con misiones periódicas clandestinas a España y viajes ocasionales a Polonia, donde se vieron obligados a emigrar su esposa Esperanza Rodríguez y sus hijos. En 1955, durante el V Congreso del PCE celebrado en Praga (Checoslovaquia), entraría a formar parte de su Comité Ejecutivo.

### Retorno a España
Regresaría a España en 1976 de forma clandestina. Reapareció públicamente el día de la legalización del PCE, el 25 de abril de 1977.
Fijó su residencia en Madrid. En las elecciones generales de 1977 obtuvo acta de diputado al congreso por la provincia de Córdoba, logrando revalidar su escaño en los comicios de 1979. Durante aquellos años el PCE, bajo la dirección de Santiago Carrillo, sufrió una grave crisis que implicó fuertes disensiones internas y numerosas expulsiones. Los malos resultados obtenidos por el PCE durante las elecciones de 1982 reflejaron el alcance de la crisis que atravesaba la formación. Ignacio Gallego, cabeza visible del llamado «sector prosoviético», presentaría su dimisión como miembro del Comité Ejecutivo y del Comité Central en octubre de 1983. 
También abandonaría el PCE; su salida ahondó la crisis del Partido. En enero de 1984 Gallego y su facción prosoviética fundarían junto a otros grupos un nuevo Partido Comunista —denominado poco después como Partido Comunista de los Pueblos de España (PCPE)— formación de la que saldría elegido secretario general durante su primer congreso. El PCPE era un partido marxista-leninista ortodoxo y estrechamente relacionado con la Unión Soviética. En 1986 Gallego sería uno de los firmantes del nacimiento de la coalición Izquierda Unida, en la que el PCPE también se integró. En las elecciones generales de ese año obtuvo acta de diputado por Málaga como cabeza de lista de IU en la provincia. En el II Congreso del PCPE (1987) sería elegido presidente de la formación.
En 1988, tras el cambio de liderazgo del PCE y la llegada a la secretaría general de Gerardo Iglesias, Gallego cambió su postura y abogó por la reunificación del PCPE con el PCE. Por ello, en noviembre de ese año sería destituido como secretario general del PCPE. En enero de 1989 regresaría al PCE junto a gran parte de los cargos públicos y dirigentes del PCPE. Tras la destitución y marcha de Gallego, el cargo de «Presidente del PCPE» sería abolido; una parte de la formación rechazó la reunificación y mantuvo vivo el PCPE, con Juan Ramos Camarero como nuevo secretario general.
Falleció en Madrid el 23 de noviembre de 1990.

## Familia
En la Unión Soviética una de sus hijas, Aurora,  dio a luz gemelos, uno de los cuales murió a los 10 días de nacer. El otro, el que sería el escritor Rubén Gallego, quedó paralítico cerebral, fue cuidado por su madre durante año y medio, hasta que le informaron de que había muerto. En realidad, fue ingresado en una institución para niños discapacitados y, más tarde, en un geriátrico. Tras una larga historia de superación, Rubén se reencontraría con ella, tras una ardua búsqueda, en el año 2000 en Praga. Aunque Rubén no le guarda rencor, Aurora describió la relación con su padre en los siguientes términos: «En realidad, mis padres no se consideraban responsables de nosotros desde mucho antes del nacimiento de mi hijo Rubén. Eran fanáticos. En los sistemas totalitarios, es el Estado o el partido el que se hace cargo de los hijos. A los niños rusos les enseñaban que Stalin era un padre y Lenin un abuelo».
Sin embargo, Rubén, el hermano de Aurora, da una versión muy distinta de los hechos: «Cuando Aurora dejó la Unión Soviética, se vino a vivir con su marido Serguei a mi casa en Francia. Los tres sabíamos que su hijo, al que yo visité muchas veces con Aurora en la clínica donde cuidaban de él, estaba vivo. Los niños soviéticos  vivían con sus familias, mi padre nos quería mucho, no era ningún fanático, todo lo contrario, era muy dialogante, la desestalinización se produjo antes de que su hijo Rubén naciera, y de Lenin se decía a los niños que fue el líder de la revolución de Octubre.»

## Obras
- El partido de masas que necesitamos, París, Ediciones Sociales, 1970.
- Desarrollo del Partido Comunista, París, Colección Ebro, 1976.
- Temas de Política y Sociedad. El Partido de Masas, Madrid, Ediciones Cenit, 1977.
- Carta de dimisión de Ignacio Gallego dirigida al Comité Ejecutivo del Partido Comunista de España, Barcelona, Sociedad Limitada Impresiones del Vállès, 1983.